# 张明森
张明森（1962年—），汉族，中华人民共和国政治人物、第十一届全国政协委员。
加入九三学社，担任中国石油化工股份有限公司北京化工研究院副总工程师。2008年，当选第十一届全国政协委员，代表中华全国总工会，分入第十八组。2018年1月，当选第十三届全国政协委员。